# 拓跋綽
拓跋綽（？—293年），中國西晉時期索頭部鮮卑族領袖，286年至293年在位，是南北朝時期北魏皇帝的先祖。其父為拓跋力微，拓跋沙漠汗、拓跋悉鹿、拓跋祿官皆為其兄弟。
286年，因其兄悉鹿去世而繼位。《魏書·序記》載其「雄武有智略」。293年，鮮卑宇文部首領宇文莫槐為屬下所殺，莫槐之弟宇文普撥繼立為首領。拓跋綽將女兒嫁給普撥之子宇文丘不勤。同年拓跋綽去世，其侄即沙漠汗之子拓跋弗繼立。
北魏道武帝拓跋珪稱帝時，將其追諡為平皇帝。